# François Michelin
François Michelin (Clarmont d'Alvèrnia, 15 de juny del 1926 - Clarmont d'Alvèrnia, 29 d'abril del 2015) fou un industrial francès que va ser gerent del Grup Michelin des del 1955 fins al 1999.
Fill d'Étienne Michelin (1898-1932) i de Madeleine Callies (1898-1936) i net d'Édouard Michelin (1859-1940), després de la mort dels seus pares va ser educat a Clermont-Ferrand a casa de la seva àvia Thérèse Michelin, Wolff de soltera (1870-1953). Després d'estudiar matemàtiques, va obtenir la llicenciatura a la facultat de Ciències de Paris. Entrà dins el grup familiar el 1951 sota una identitat falsa i hi treballà d'obrer. Seguidament passà als serveis de comerç i de recerca científica.
El 28 de maig de 1955, va ser nomenat cogerent de l'empresa Michelin al costat de Robert Puiseux, i ascendí a gerent únic l'any 1959. Com a cogerents va nomenar el seu cosí germà François Rollier (1915-1992) i René Zingraff el 1986. Sota la seva direcció es desenvolupà el pneumàtic radial que va aconseguir que el Grup Michelin passés a ser el primer fabricant mundial de pneumàtics.
Cristià convençut, el seu paternalisme i la seva manca de comunicació van ser molt controvertits. L'any 1999 va transmetre les regnes de la seva empresa al seu fill Édouard Michelin (1963-2006). El 12 d'abril de 2009, va ser fet cavaller de l'orde de la Legió d'Honor.